# Bhut Jolokia
Bhut Jolokia (Assamês: ভূত জলকীয়া bhut jôlôkia; Bangla: নাগা মরিচ naga morich), também conhecida por outros nomes, como Naga Jolokia é uma pimenta famosa por ter sido reconhecida pelo Guinness World Records, em 2007, como a pimenta mais picante do mundo. Também conhecida como Pimenta Fantasma, destronando a pimenta Red Savina do primeiro lugar (título que manteve de 1994 até 2006).
Existia debate sobre a espécie entre Capsicum frutescens e Capsicum chinense. Alguns dizem tratar-se de C. frutescens, mas teste recentes de ADN revelaram tratar-se de um híbrido interespecífico, sobretudo C. chinense com alguns genes de C. frutescens.

## Galeria

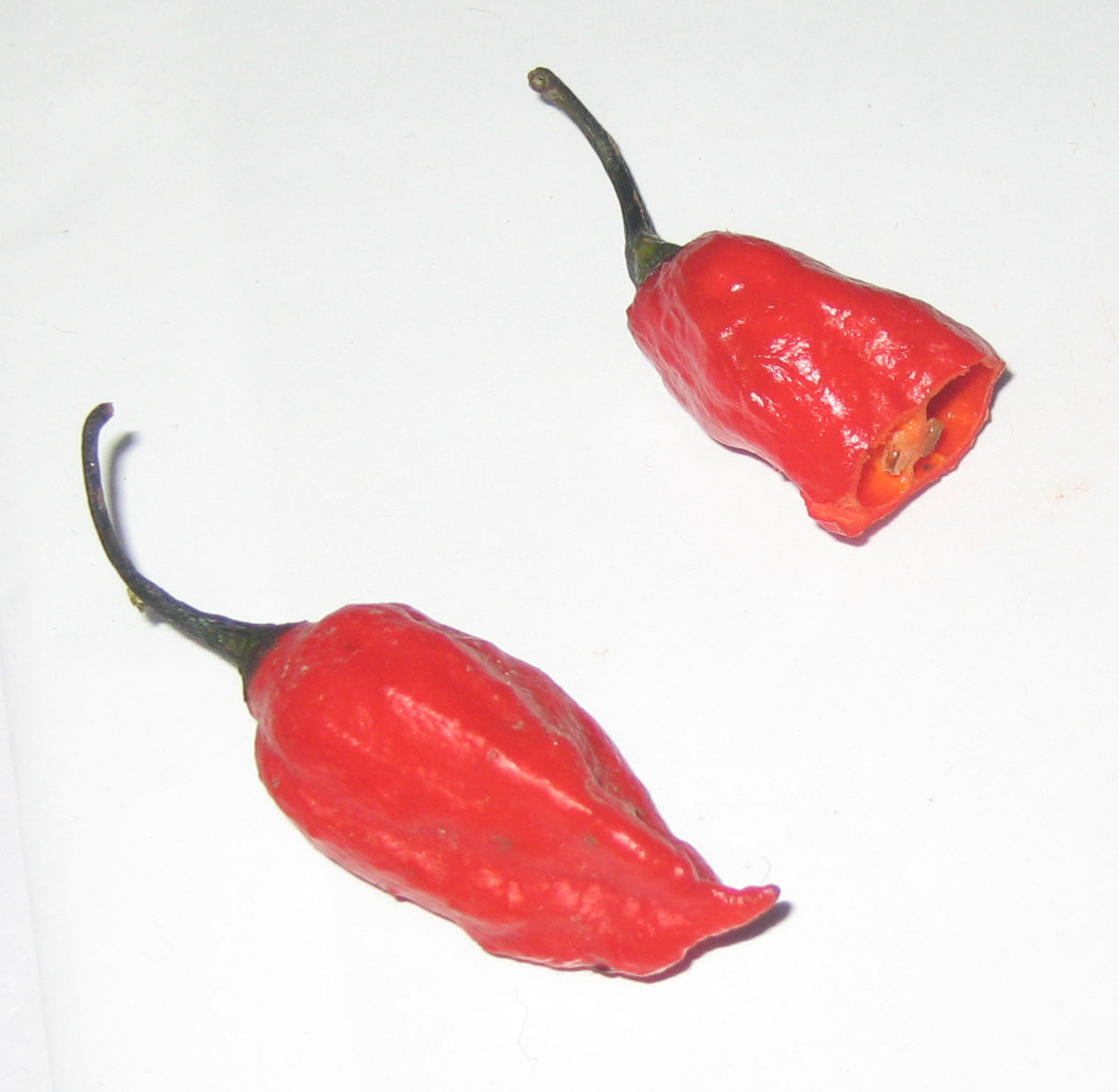
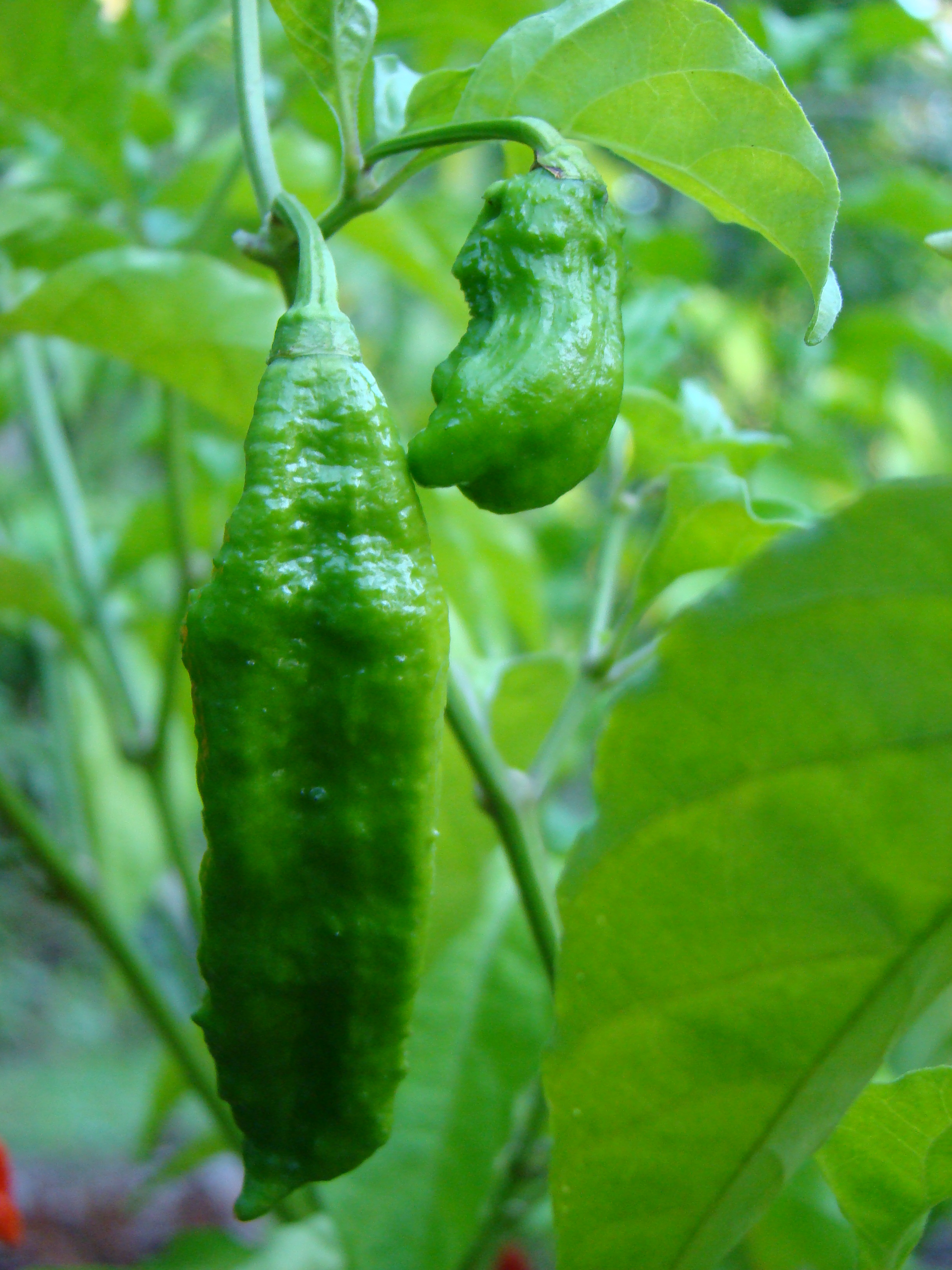
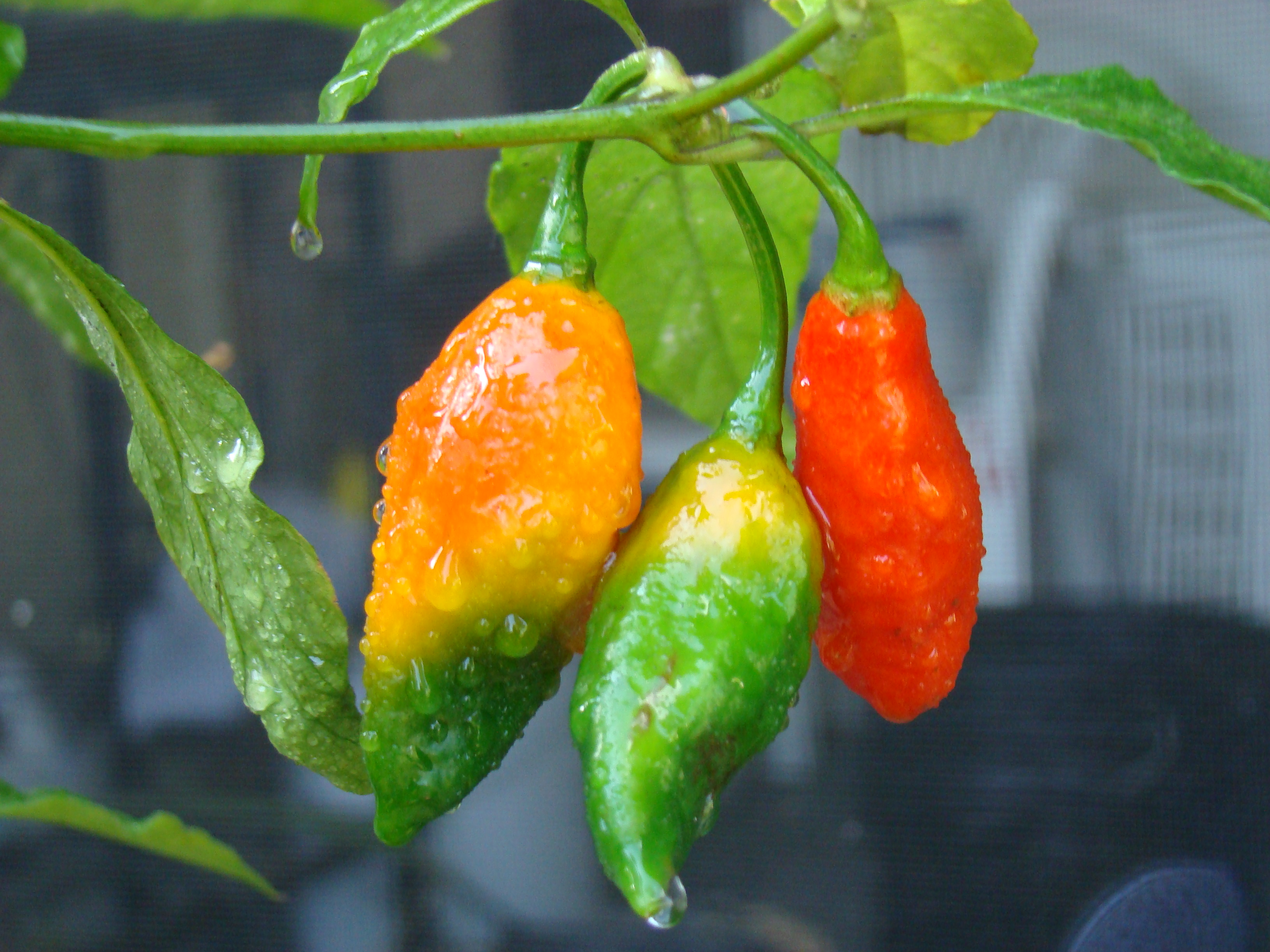
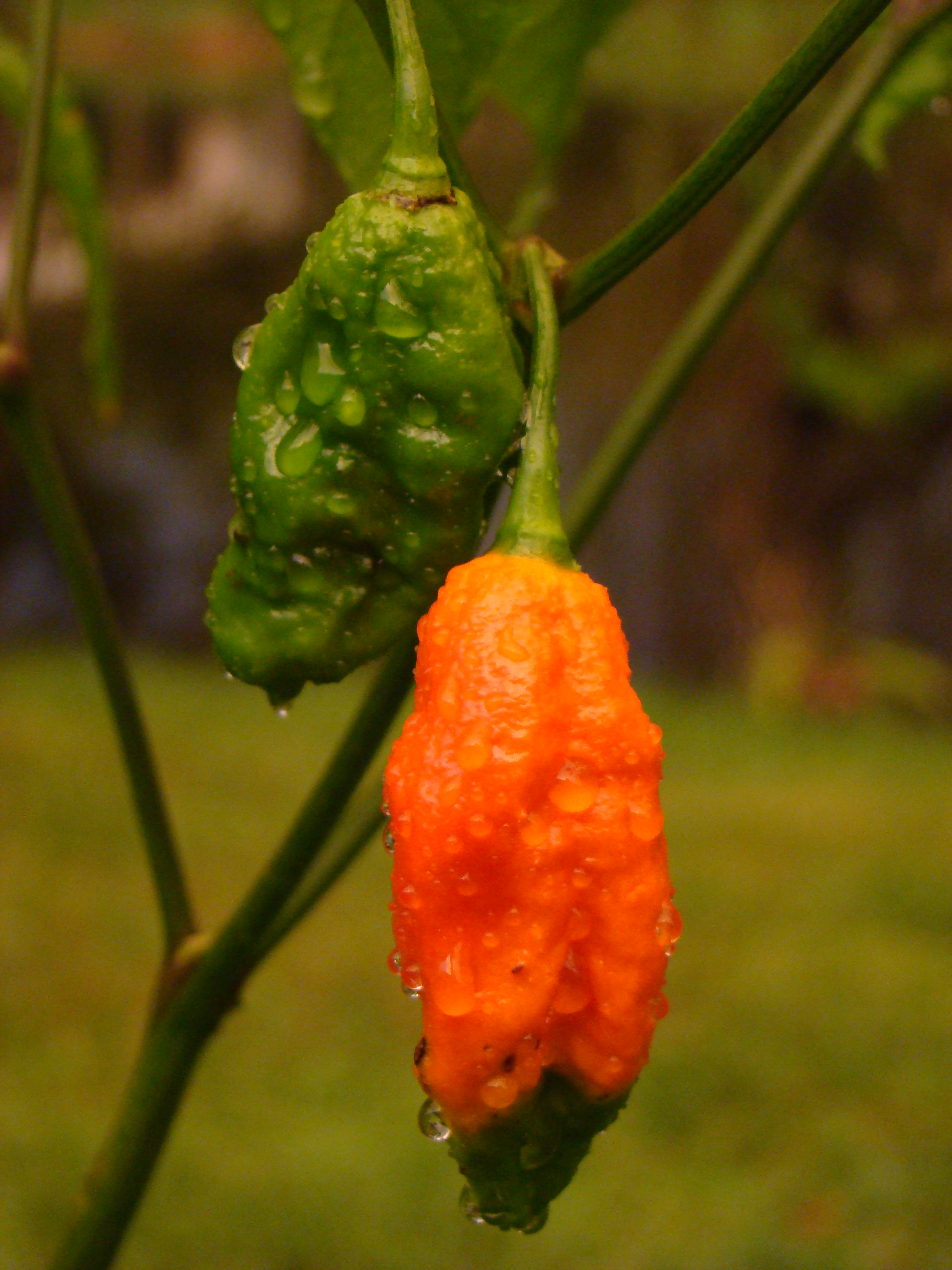
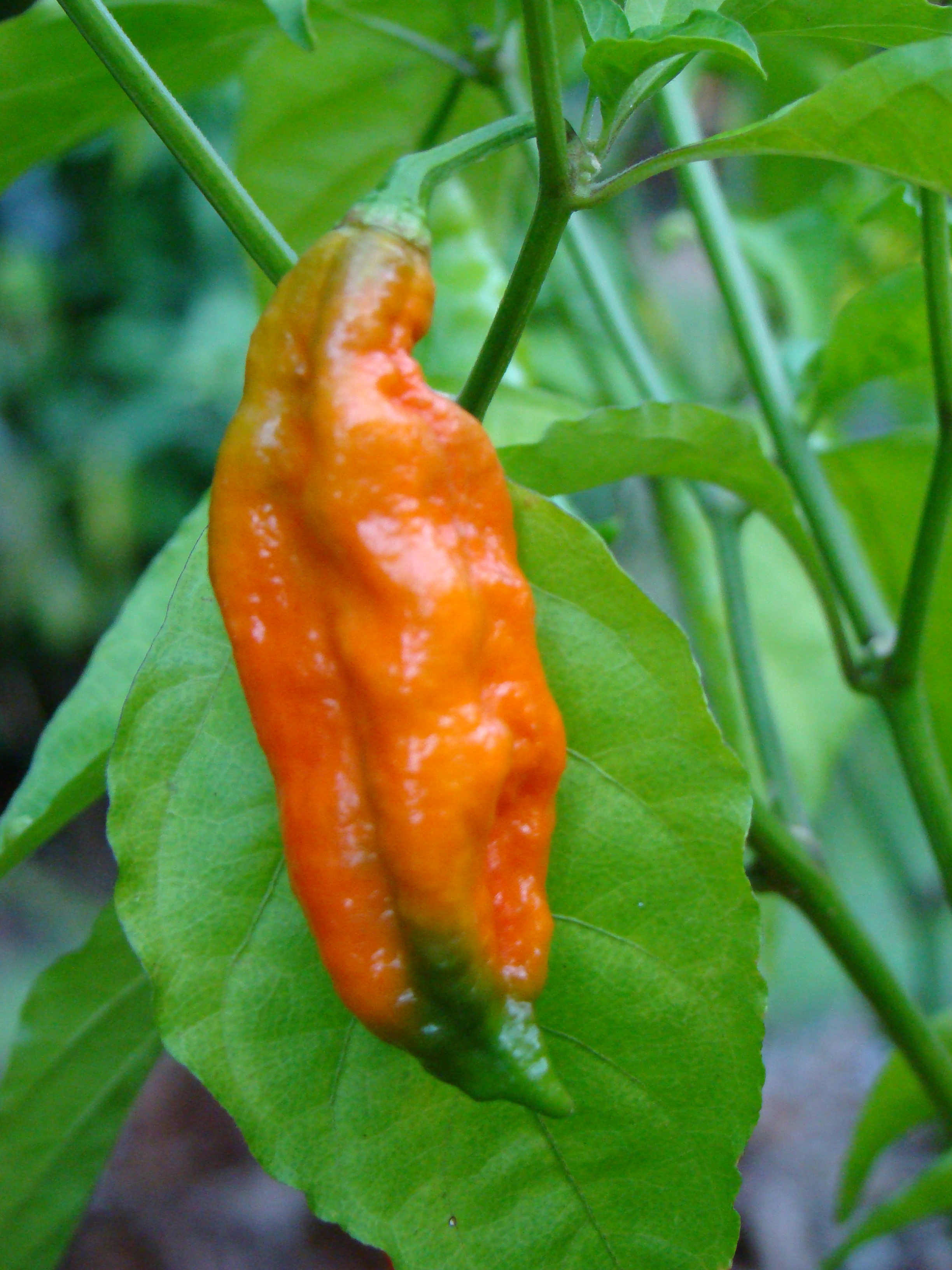
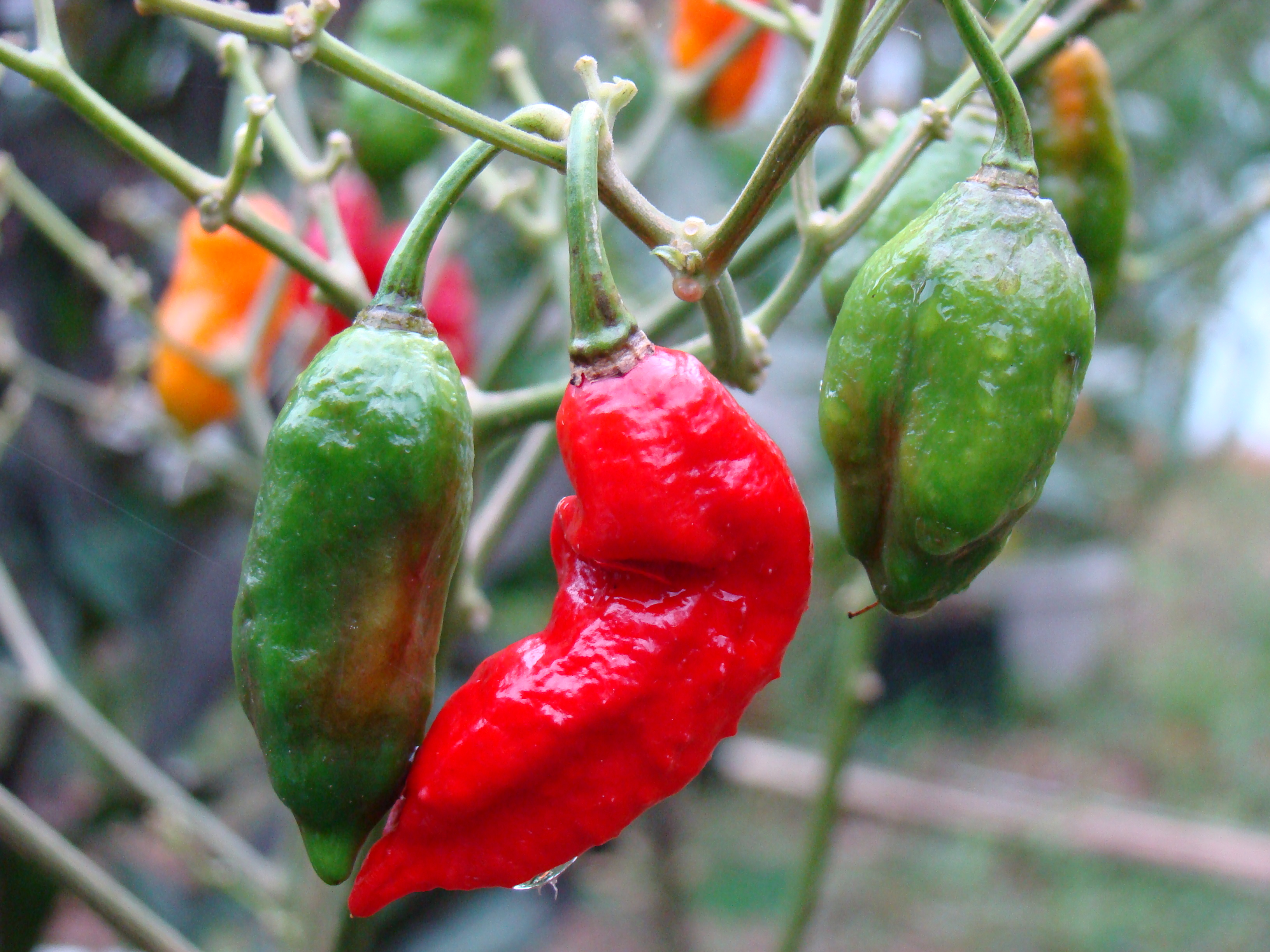
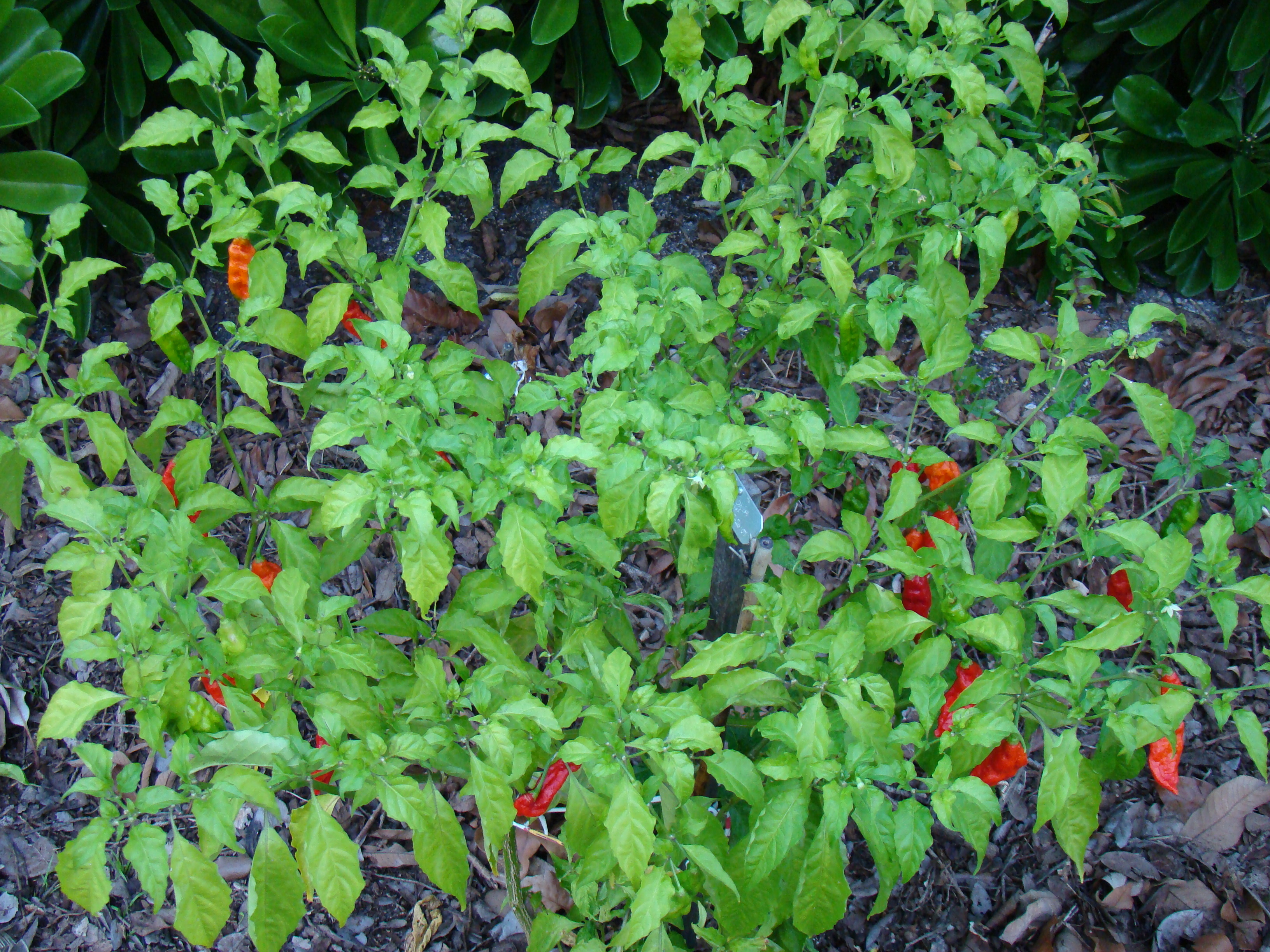
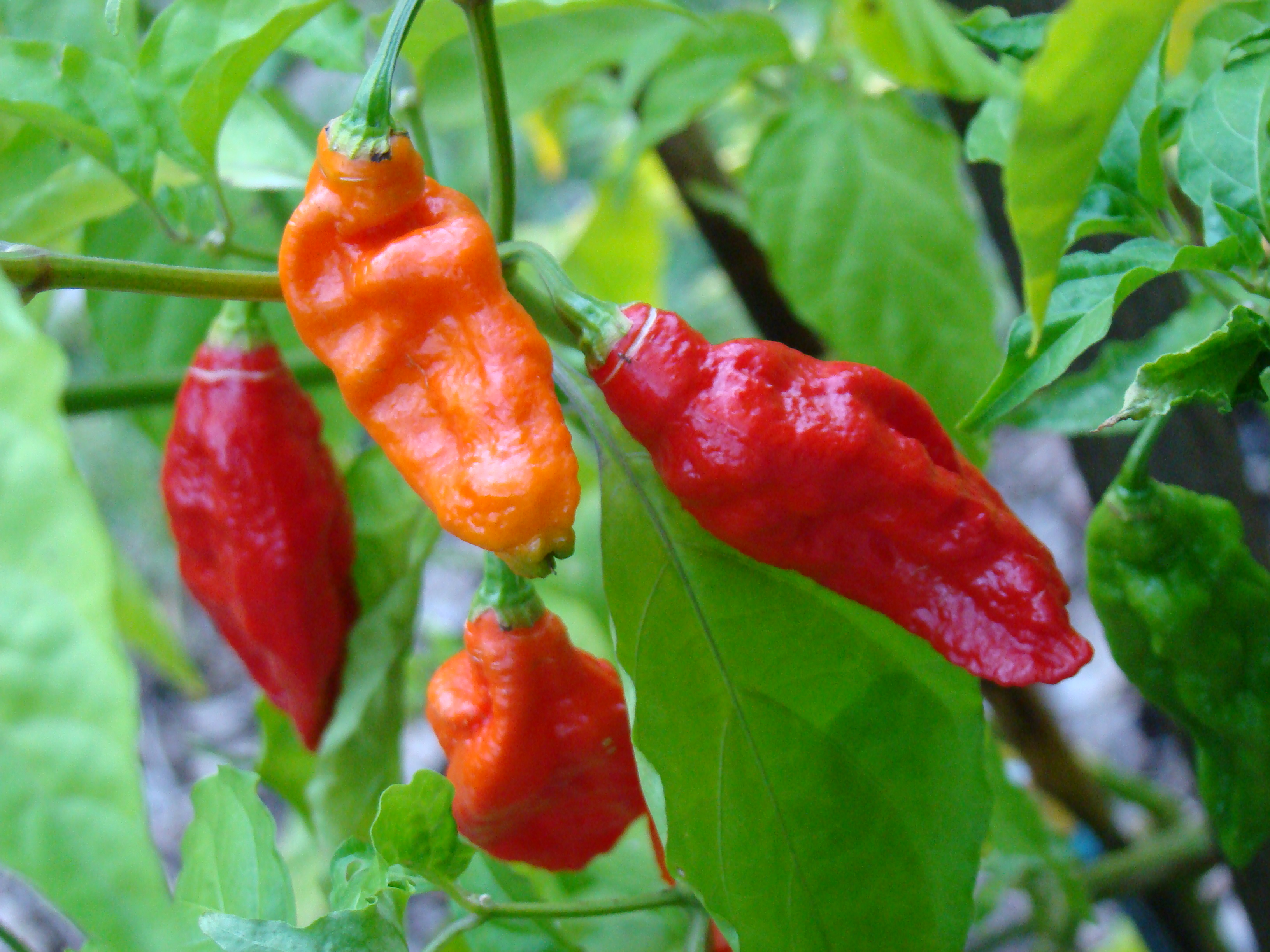